# Laura Oprea
Laura Oprea (19 febbraio 1994) è una canottiera rumena, vincitrice della medaglia di bronzo nell'otto a Rio de Janeiro 2016.

## Palmarès
- Olimpiadi

Rio de Janeiro 2016: bronzo nell'8.
- Campionati del mondo di canottaggio

Sarasota 2017: oro nell'8.
- Campionati europei di canottaggio

Belgrado 2014: argento nel 2 senza.
Poznań 2015: bronzo nel 2 senza.
Brandeburgo 2016: bronzo nel 2 senza.
Račice 2017: oro nel 2 senza e nell'8.